# Ҕ
Ҕ, ҕ – litera rozszerzonej cyrylicy. Wykorzystywana w języku jakuckim, w którym jest piątą literą alfabetu, a także w języku abchaskim, w którym jest szóstą literą alfabetu. Oznacza dźwięk [ɣ], czyli spółgłoskę szczelinową miękkopodniebienną dźwięczną.
Litera Ҕ została stworzona przez rosyjskiego językoznawcę Andrieja Michajłowicza Szogriena w 1844 r. na potrzeby języka osetyjskiego. Powstała z połączenia cyrylickiej litery Г i gockiej 𐌷.

## Kodowanie
| Znak                   | Ҕ                                            | Ҕ                                            | ҕ                                          | ҕ                                          |
| ---------------------- | -------------------------------------------- | -------------------------------------------- | ------------------------------------------ | ------------------------------------------ |
| Nazwa w Unikodzie      | CYRILLIC CAPITAL LETTER GHE WITH MIDDLE HOOK | CYRILLIC CAPITAL LETTER GHE WITH MIDDLE HOOK | CYRILLIC SMALL LETTER GHE WITH MIDDLE HOOK | CYRILLIC SMALL LETTER GHE WITH MIDDLE HOOK |
| Kodowanie              | dziesiątkowo                                 | szesnastkowo                                 | dziesiątkowo                               | szesnastkowo                               |
| Unicode                | 1172                                         | U+0494                                       | 1173                                       | U+0495                                     |
| UTF-8                  | 210 148                                      | d2 94                                        | 210 149                                    | d2 95                                      |
| Odwołania znakowe SGML | &#1172;                                      | &#x0494;                                     | &#1173;                                    | &#x0495;                                   |